# 卡罗琳·波拿巴
玛丽·阿农西亚德·卡罗琳·波拿巴（法语：Marie Annonciade Caroline Murat，1782年3月25日—1839年5月18日），那不勒斯王后，法国皇帝拿破仑·波拿巴的妹妹、卡洛·波拿巴与玛丽亚·莱蒂西亚·拉莫利诺的第三个女儿。 卡罗琳·波拿巴的丈夫乔阿基诺一世是那不勒斯国王，卡罗琳于1808年至1815年期间的担任那不勒斯王后，也曾在1812年-1813年、1814年和1815年担任那不勒斯的摄政王。
1815年，乔阿基诺一世于百日王朝后被处决，卡罗琳·波拿巴则逃到了奥地利帝国。 1830年，她嫁给了弗朗切斯科·麦克唐纳（Francesco Macdonald），后者曾于1814年至1815年期间担任那不勒斯王国的作战部长。卡罗琳·波拿巴定居于意大利佛罗伦萨直到其于1839年去世。